# Xanthophenax pulchripennis
Xanthophenax pulchripennis är en stekelart som först beskrevs av Gyöö Viktor Szépligeti 1908.  Xanthophenax pulchripennis ingår i släktet Xanthophenax och familjen brokparasitsteklar. Inga underarter finns listade i Catalogue of Life.